# Syndrome de fragilité
 Mise en garde médicale
La fragilité est un syndrome gériatrique courant associé à un risque élevé de déclin de la santé et de perte de fonction chez les personnes âgées. La fragilité est associée au vieillissement. Elle est reconnue depuis des siècles, décrite par Shakespeare dans Comme il vous plaira (As You Like It) :

« Le sixième âge se déplace,
 Dans le pantalon maigre et pantoufle,
 Avec des lunettes sur le nez et une poche sur le côté, 
 Son jeune tuyau bien sauvé, un monde trop vaste, 
 Pour sa jambe rétrécie. »

La « jambe rétrécie » est le résultat de la perte musculaire accompagnant le vieillissement. C'est également un marqueur du syndrome de fragilité, associé à une faiblesse, un ralentissement, une diminution de l'énergie, une baisse d'activité et, dans les cas les plus graves, à une perte de poids involontaire. La fragilité a été identifiée comme un facteur de risque de développement de démence.
À mesure que la population vieillit, l'objectif des gériatres et des médecins de santé publique est de comprendre, puis d'intervenir, sur les facteurs et les processus qui exposent les personnes âgées à un tel risque, comme par exemple la vulnérabilité accrue aux facteurs de stress (une blessure ou une modification du traitement) qui caractérise de nombreuses personnes âgées.

## Les causes

### Sarcopénie
La sarcopénie est la perte de masse, de qualité et de force musculaire. Le taux de perte musculaire dépend du niveau d'exercice, des comorbidités, de l'état nutritionnel et d'autres facteurs. La sarcopénie peut entraîner une réduction des capacités fonctionnelles et entraîner une invalidité importante. La perte musculaire est liée à des changements dans les voies de signalisation de la synthèse musculaire, bien que cela ne soit pas totalement compris. Les mécanismes cellulaires sont distincts des autres types d'atrophie musculaire tels que la cachexie, dans laquelle la dégradation du muscle est médiée par les cytokines, bien que les deux mécanismes puissent coexister.

### L'ostéoporose
L'ostéoporose est une maladie osseuse liée à l'âge qui augmente le risque de fracture. Dans l'ostéoporose, la densité minérale osseuse est réduite, la microarchitecture osseuse est altérée et la quantité et la variété des protéines de l'os sont modifiées. L'ostéoporose chez la femme est définie par l'Organisation mondiale de la santé (OMS) comme une densité minérale osseuse mesurée par ostéodensitométrie inférieure de 2,5 écarts-types à la masse osseuse maximale (moyenne des femmes saines à 20 ans). Le terme « ostéoporose établie » comprend la présence d'une fracture de fragilité.
L'ostéoporose est plus fréquente chez les femmes après la ménopause, elle est alors appelée ostéoporose post-ménopausique. Elle peut également se développer chez l'homme et chez toute personne en présence de troubles hormonaux, d'autres maladies chroniques ou en conséquence de la prise de certains médicaments, en particulier les glucocorticoïdes. Dans ce cas, elle sera appelée ostéoporose induite par les stéroïdes ou glucocorticoïdes. Compte tenu de son influence sur le risque de fracture de fragilité, l'ostéoporose peut affecter de manière significative l'espérance et la qualité de vie .[réf. nécessaire]

### Faiblesse musculaire
La faiblesse musculaire, ou fatigue musculaire, fait référence à l'incapacité d'exercer une force avec les muscles squelettiques. La faiblesse survient souvent en raison d'une atrophie musculaire et d'une baisse d'activité, par exemple après une longue période d'alitement à la suite d'une maladie. La faiblesse musculaire peut aussi apparaitre progressivement en raison de la sarcopénie.[réf. nécessaire]
Un test de force est souvent utilisé lors du diagnostic de trouble musculaire avant que l'étiologie puisse être identifiée. Elle dépend du type de faiblesse musculaire, qui peut être réelle ou perçue ainsi que varier localement. La faiblesse musculaire vraie est objectivable, tandis que la faiblesse musculaire perçue par le patient se définit comme la sensation de devoir faire plus d'efforts pour accomplir la même tâche.
D'autre part, la faiblesse musculaire peut être centrale, neuromusculaire ou périphérique. La faiblesse musculaire centrale est un épuisement général du corps, tandis que la faiblesse musculaire périphérique est un épuisement localisé de certain muscles. La faiblesse musculaire d'origine neuromusculaire peut donner l'une ou l'autre des atteintes[réf. nécessaire].

## Mécanisme
Les fondements biologiques de la fragilité sont multifactoriels et impliquent une dérégulation dans de nombreux systèmes physiologiques. Un état pro-inflammatoire, une sarcopénie, une anémie, des carences relatives en hormones anabolisantes (androgènes et hormone de croissance) et une exposition excessive aux hormones cataboliques (cortisol), une résistance à l’insuline, le taux de glucose, une altération de la fonction immunitaire, des carences en micronutriments et le stress oxydant sont chacun individuellement associés à une probabilité plus élevée de présenter une fragilité,,,,,,,,,,.
Des résultats supplémentaires montrent que le risque de fragilité augmente de façon non linéaire avec le nombre de systèmes physiologiques dérégulés, indépendamment des maladies chroniques et de l'âge, ce qui suggère un effet synergique des anomalies, qui à elles seules, sont relativement bénignes. L'implication clinique de cette découverte est que les interventions portant sur plusieurs systèmes peuvent être plus efficace dans la prévention et le traitement de la fragilité que les interventions qui n'affectent qu'un seul système.
La fragilité est également associée à des états pathologiques spécifiques tels que les maladies cardiovasculaires, le diabète sucré, la maladie rénale chronique et d'autres maladies dans lesquelles l'inflammation est prédominante. Dans la mesure où la dérégulation de plusieurs systèmes physiologiques sous-tend la pathogenèse de la fragilité, des états pathologiques spécifiques sont probablement des manifestations concomitantes des altérations de la fonction physiologique et de sa régulation sous-jacentes. Il est possible que des états pathologiques cliniquement mesurables puissent se manifester ou être repérés avant l'apparition de la fragilité. Aucun état pathologique unique n'est ni nécessaire ni suffisant pour expliquer la pathogenèse de la fragilité, car de nombreuses personnes atteintes de maladies chroniques ne sont pas fragiles. Par conséquent, plutôt que de dépendre de la présence de maladies mesurables, la fragilité est l'expression d'une masse critique de déficiences physiologiques.

### Compréhension théorique
Des travaux récents ont cherché à caractériser à la fois les modifications physiologiques sous-jacentes et les manifestations qui permettent de reconnaitre la fragilité. Il est reconnu que le déclin des réserves physiologiques et de la résilience est l'essence même de la fragilité. De même, les scientifiques s'accordent à dire que le risque de présenter une fragilité augmente avec l'âge et avec l'incidence des maladies. De plus, il existe maintenant des preuves solides qui soutiennent la théorie selon laquelle le développement de la fragilité implique une diminution de la production et de l'utilisation de l'énergie ainsi qu'une baisse l'efficacité des systèmes de réparation, entraînant une baisse du fonctionnement de nombreux systèmes physiologiques différents. Ce déclin de plusieurs systèmes affecte le comportement adaptatif complexe qui est essentiel à la santé et aboutit finalement à une fragilité se manifestant généralement par une faiblesse musculaire, une lenteur, une réduction d'activité, un manque d'énergie et une perte de poids involontaire,. Lorsque cette fragilité est sévère, c'est-à-dire lorsqu'au moins 3 de ces manifestations sont présentes, le risque de décès de l'individu est augmenté.

## Diagnostic
Le syndrome de fragilité gériatrique est supposé refléter des déficiences dans la régulation de plusieurs systèmes physiologiques, incarnant un manque de résilience face aux défis physiologiques et donc un risque élevé de présenter certaines conditions délétères. De manière générale, l'évaluation empirique de la fragilité gériatrique cherche à saisir ces caractéristiques, bien que des approches distinctes de cette évaluation aient été développées dans la littérature.

### Critères de fragilité de Linda Fried / Johns Hopkins
Une approche populaire de l'évaluation de la fragilité gériatrique consiste en l'évaluation de cinq facteurs supposés refléter des systèmes dont l'altération de la régulation constitue syndrome. Ces cinq dimensions sont :
- perte de poids involontaire ;
- fatigue ;
- faiblesse musculaire ;
- baisse de la vitesse de marche ; et
- faible niveau d'activité.

Pour chacune de ces dimensions, il a été établi cinq critères spécifiques indiquant un mauvais fonctionnement. Ils sont mesurés en utilisant une combinaison de mesures autodéclarées et basées sur les performances. Les personnes qui présentent au moins trois de ces critères sont définies comme « fragiles », tandis que ceux qui n'en présentent aucun sont définies comme « robustes ». Un travail supplémentaire a été effectué par Bandeen-Roche et son équipe en 2006, bien que certains des critères et mesures exacts diffèrent. D'autres études dans la littérature ont également adopté l'approche générale de Linda P. Fried (2001), cependant, encore une fois, les critères exacts et leurs mesures particulières peuvent varier. Cette approche d'évaluation a été développée et affinée par Fried et ses collègues du Centre sur le vieillissement et la santé de l'Université Johns Hopkins.

### Index de fragilité de Rockwood
Une autre approche de l'évaluation de la fragilité gériatrique est celle de Rockwood et Mitnitski publiée en 2007 dans laquelle la fragilité est considérée en termes de nombre de « déficits » de santé qui se manifestent chez l'individu, conduisant à une mesure continue de la fragilité,. Cette approche a été élaborée par le Dr Rockwood et ses collègues de l'Université Dalhousie.

### Quatre domaines de fragilité
Un modèle à quatre domaines de fragilité a été proposé en réponse à un article du BMJ. Cette conceptualisation pourrait être considérée comme un mélange du modèle phénotypique de Fried et de l'index de Rockwood. Les chercheurs ont testé ce modèle dans les données hospitalières collectées en routine, et l'ont ensuite utilisé pour développer un modèle de fragilité, lui trouvant une capacité prédictive,. Une étude a indiqué qu'au domicile des patients, les quatre domaines de fragilité n'étaient pas systématiquement évalués, ce qui donne à penser que la fragilité peut encore être perçue principalement uniquement en termes de santé physique.

### Index de fragilité SHARE
L'index de fragilité SHARE (SHARE-FI) a été développé par Romero-Ortuno en 2010 dans le cadre de l'enquête sur le vieillissement en bonne santé et la retraite en Europe. Il se compose des cinq domaines du phénotype de fragilité de Fried :
- fatigue ;
- perte d'appétit ;
- force de préhension ;
- difficultés fonctionnelles ;
- niveau d'activité physique.

Un calculateur de l'index de fragilité SHARE est disponible gratuitement en ligne. La calculatrice classe les individus comme « fragiles », « pré-fragile » ou « non fragile/robuste ». Cet index a une bonne utilité clinique car il fournit une évaluation relativement rapide de la fragilité dans des situations où le temps pourrait manquer.

## Résultats chirurgicaux
Les personnes âgées fragiles ont un risque plus important de présenter des complications post-chirurgicales et de prolongation de la durée des soins nécessaires. La fragilité fait plus que doubler le risque de morbidité et de mortalité par chirurgie et maladies cardiovasculaires. L'évaluation des patients les plus âgés avant chirurgie peut prédire avec précision les trajectoires de rétablissement des patients. L'échelle de fragilité communément utilisée comprend ces cinq éléments : 
- perte de poids involontaire de plus de 4,5 kg au cours de la dernière année ;
- épuisement déclaré par le patient ;
- force de préhension inférieure au 20e percentile ;
- vitesse de marche ralentie, mesurée dans le quartile de population le plus bas sur un test de marche de 4 minutes ;
- faible niveau d'activité physique au point que les personnes n'entreprendraient que rarement une courte marche.

Une personne en bonne santé ne présente aucun critère (0/5). Une personne très fragile obtient un score de 5/5. Par rapport aux personnes âgées non fragiles, les personnes ayant des scores de fragilité intermédiaires (2/5 ou 3/5) sont deux fois plus susceptibles de présenter des complications post-chirurgicales, de passer 50% plus de temps à l'hôpital et sont trois fois plus susceptibles de nécessiter un séjour dans un établissement de soins infirmiers au lieu de regagner leur domicile. Les patients âgés fragiles (score de 4 ou 5) ont des résultats encore pires, le risque de nécessiter un séjour dans un établissement de soins infirmiers étant vingt fois plus élevé que celui des personnes âgées non fragiles.

## Épidémiologie
Le syndrome de fragilité est fréquent en gériatrie. Les estimations de la prévalence de la fragilité dans les populations les plus âgées peuvent varier en fonction d'un certain nombre de facteurs, comme la définition opérationnelle utilisée pour définir la fragilité ou le contexte dans lequel la prévalence est estimée. Par exemple en maison de retraite la prévalence est plus élevée qu'en population vivant à domicile. En utilisant le cadre phénotypique de fragilité proposé par Fried, les estimations de prévalence vont de 7 à 16% chez les personnes âgées non institutionnalisées vivant à domicile.
L'incidence de la fragilité augmente progressivement avec l'âge, et est plus fréquente chez les femmes que chez les hommes, et chez les patients dont le statut socio-économique est inférieur. Les personnes âgées fragiles courent un risque élevé de problèmes de santé majeurs, notamment d'invalidité, de chute, d'institutionnalisation, d'hospitalisation et de mortalité.
À ce jour, la recherche épidémiologique a conduit à l'identification d'un certain nombre de facteurs de risque de fragilité comme : les maladies chroniques (maladies cardiovasculaires, diabète, maladie rénale chronique, dépression et troubles cognitifs), les déficiences physiologiques telles que l'activation de l'inflammation et les troubles de la coagulation, l'anémie, l'athérosclérose, la dysautonomie, les anomalies hormonales, l'obésité, la carence en vitamine D chez les hommes, et des facteurs liés à l'environnement tels que le lieu de vie et les caractéristiques du voisinage,,,,,,,,,. Les progrès sur la connaissance des facteurs de risque potentiellement modifiables de fragilité offrent maintenant des bases de recherche translationnelle sur la prévention et le traitement de la fragilité chez les personnes âgées. Une revue systématique de la littérature récente a constaté que des interventions sur l'exercice peuvent augmenter la force musculaire et améliorer la fonction physique. Cependant, les résultats sont contradictoires chez les personnes âgées vivant à domicile.
Une revue de la littérature portant sur la relation entre le syndrome de fragilité et l'ischémie chronique des membres inférieurs, chez les patients diabétiques a montré que d'une part, l'ischémie chronique des membres inférieurs peut prédisposer au développement de fragilité, et que d'autre part, la présence d'une fragilité peut affecter le pronostic des patients avec une atteinte artérielle périphérique.

## Prévention
Une étude suggère un effet bénéfique en associant la vitamine D3, les oméga-3 et un programme d'exercices à domicile pour la prévention de la pré-fragilité chez les personnes âgées généralement en bonne santé.